# العلاقات الأذربيجانية الأوزبكستانية
العلاقات الأذربيجانية الأوزبكستانية هي العلاقات الثنائية التي تجمع بين أذربيجان وأوزبكستان.

## مقارنة بين البلدين
هذه مقارنة عامة ومرجعية للدولتين:
| وجه المقارنة                                              | أذربيجان        | أوزبكستان       |
| --------------------------------------------------------- | --------------- | --------------- |
| المساحة (كم2)                                             | 86.60 ألف       | 448.98 ألف      |
| عدد السكان (نسمة)                                         | 10.00 مليون     | 32.39 مليون     |
| الكثافة السكانية (ن./كم²)                                 | 115.47          | 72.14           |
| العاصمة                                                   | باكو            | طشقند           |
| اللغة الرسمية                                             | اللغة الأذرية   | اللغة الأوزبكية |
| العملة                                                    | مانات أذربيجاني | سوم أوزبكستاني  |
| الناتج المحلي الإجمالي (بليون دولار)                      | 40.75 مليار     | 48.72 مليار     |
| الناتج المحلي الإجمالي (تعادل القوة الشرائية) بليون دولار | 171.56 مليار    | 190.50 مليار    |
| الناتج المحلي الإجمالي الاسمي للفرد دولار أمريكي          | 5.50 ألف        | 2.13 ألف        |
| الناتج المحلي الإجمالي للفرد دولار أمريكي                 | 17.52 ألف       | 5.57 ألف        |
| مؤشر التنمية البشرية                                      | 0.751           | 0.675           |
| رمز المكالمات الدولي                                      | +994            | +998            |
| رمز الإنترنت                                              | .az             | .uz             |
| المنطقة الزمنية                                           | ت ع م+04:00     | ت ع م+05:00     |

## منظمات دولية مشتركة
يشترك البلدان في عضوية مجموعة من المنظمات الدولية، منها:
| علم المنظمة | اسم المنظمة                               | تاريخ انضمام أذربيجان | تاريخ انضمام أوزبكستان |
| ----------- | ----------------------------------------- | --------------------- | ---------------------- |
|             | منظمة التعاون الإسلامي                    | 1991                  | ?                      |
|             | الاتحاد البريدي العالمي                   | ?                     | ?                      |
|             | بنك التنمية الآسيوي                       | 1999                  | 1995                   |
|             | يونسكو                                    | 3 يونيو 1992          | 26 أكتوبر 1993         |
|             | البنك الدولي للإنشاء والتعمير             | 18 سبتمبر 1992        | 21 سبتمبر 1992         |
|             | وكالة ضمان الاستثمار متعدد الأطراف        | 23 سبتمبر 1992        | 4 نوفمبر 1993          |
|             | الاتحاد الدولي للاتصالات                  | 10 أبريل 1992         | 10 يوليو 1992          |
|             | منظمة الشرطة الجنائية الدولية             | ?                     | ?                      |
|             | مؤسسة التمويل الدولية                     | 11 أكتوبر 1995        | 30 سبتمبر 1993         |
|             | الأمم المتحدة                             | 2 مارس 1992           | 2 مارس 1992            |
|             | منظمة الأمن والتعاون في أوروبا            | 30 يناير 1992         | 30 يناير 1992          |
|             | مؤسسة التنمية الدولية                     | 31 مارس 1995          | 24 سبتمبر 1992         |
|             | منظمة حظر الأسلحة الكيميائية              | ?                     | ?                      |
|             | المركز الدولي لتسوية المنازعات الاستشارية | 18 أكتوبر 1992        | 25 أغسطس 1995          |

## وصلات خارجية
- موقع وزارة الخارجية الأذربيجانية
- موقع وزارة الخارجية الأوزبكستانية